# شوراگات
شوراگات (به لاتین: Shuragat) یک منطقهٔ مسکونی در روسیه است که در شهرستان کایتاگسکی واقع شده‌است.